# Aldo Izzo
Aldo Izzo (Castellammare di Stabia, 14 gennaio 1948 – Basiano, 20 luglio 2006) è stato un attore e cabarettista italiano, famoso come spalla di Piero Chiambretti.

## Biografia
Nato a Castellammare di Stabia, era il settimo e ultimo figlio. Si sposò in giovane età ed ebbe 3 figli.

### Gli esordi
Nel 1961 arrivò al Nord in cerca di fortuna per poi diventare un membro dello storico Clan Celentano, con il nomignolo "Triangolo".
Il suo primo lavoro televisivo era stata la partecipazione a Di tasca nostra programma andato in onda su Rai 2 dal 1979 al 1986, dove interpretava il consumatore medio.

### Il successo
Diventa famoso come spalla di Piero Chiambretti; lo conobbe nel 1989: nonostante l'ormai avviata carriera da attore caratterista, fino alla pensione non abbandonò mai il suo posto nella portineria di Corso Sempione.
Partecipò a tutte le trasmissioni di Chiambretti, da Prove tecniche in diretta del 1990, Pronto Chiambretti andato in onda su LA7 dal 2003 al 2004, seduto sulla cabina telefonica di Piazza Cordusio dov'era stato attrezzano lo studio, fino anche a Markette - Tutto fa brodo in TV trasmesso sulla LA7 dal 2004 al 2008, e anche Goodbye Cortina andato in onda dal 1991 al 1992 su Rai 3, programma che lo portò fino in Russia per occuparsi dei problemi del Paese; e ancora come inviato speciale in Telegiornale zero trasmesso su Rai 3 dal 1992 al 1993.

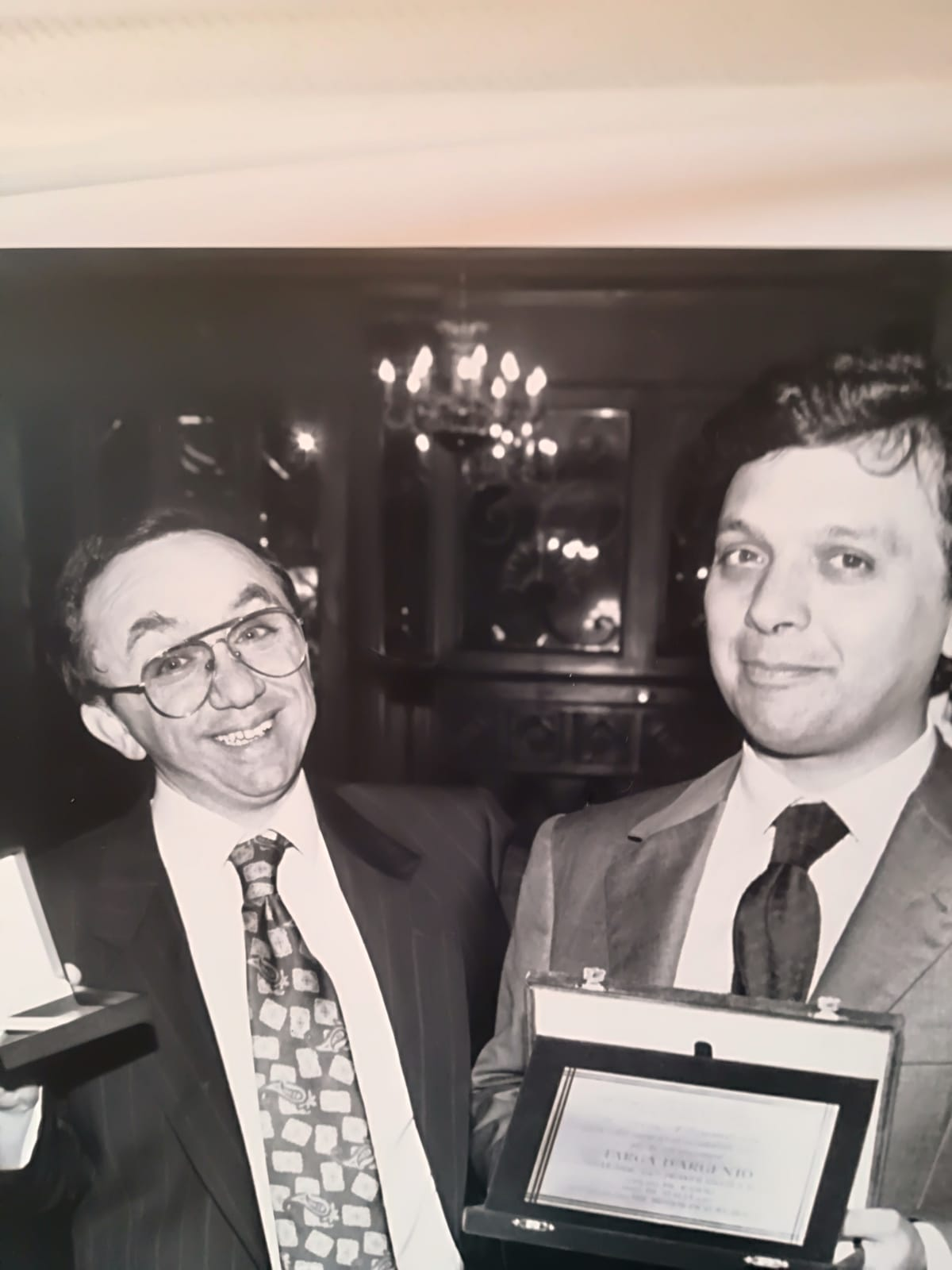
Aldo Izzo (a sinistra) e Piero Chiambretti (a destra)

Nel 1997 ha partecipato al Festival di Sanremo condotto da Mike Bongiorno, dove faceva il gobbista in diretta tra Piero Chiambretti, nelle vesti di diavoletto, e Valeria Marini in quelle di angelo. E al DopoFestival, andato in onda su Rai 1.
È stato attore in qualche film tra cui: Volere volare del 1991, Ogni lasciato è perso di Piero Chiambretti del 2000, Piedipiatti del 1991 e L'immensità (La ragazza del Paip's) del 1967.
Ha girato anche delle pubblicità, quella della penna Bic dal 1989 al 1993, della Ford dal 1999 al 2002 e della Girella (Motta) nei panni del "Golosastro" andata in onda nel 1989.

### La malattia e la morte

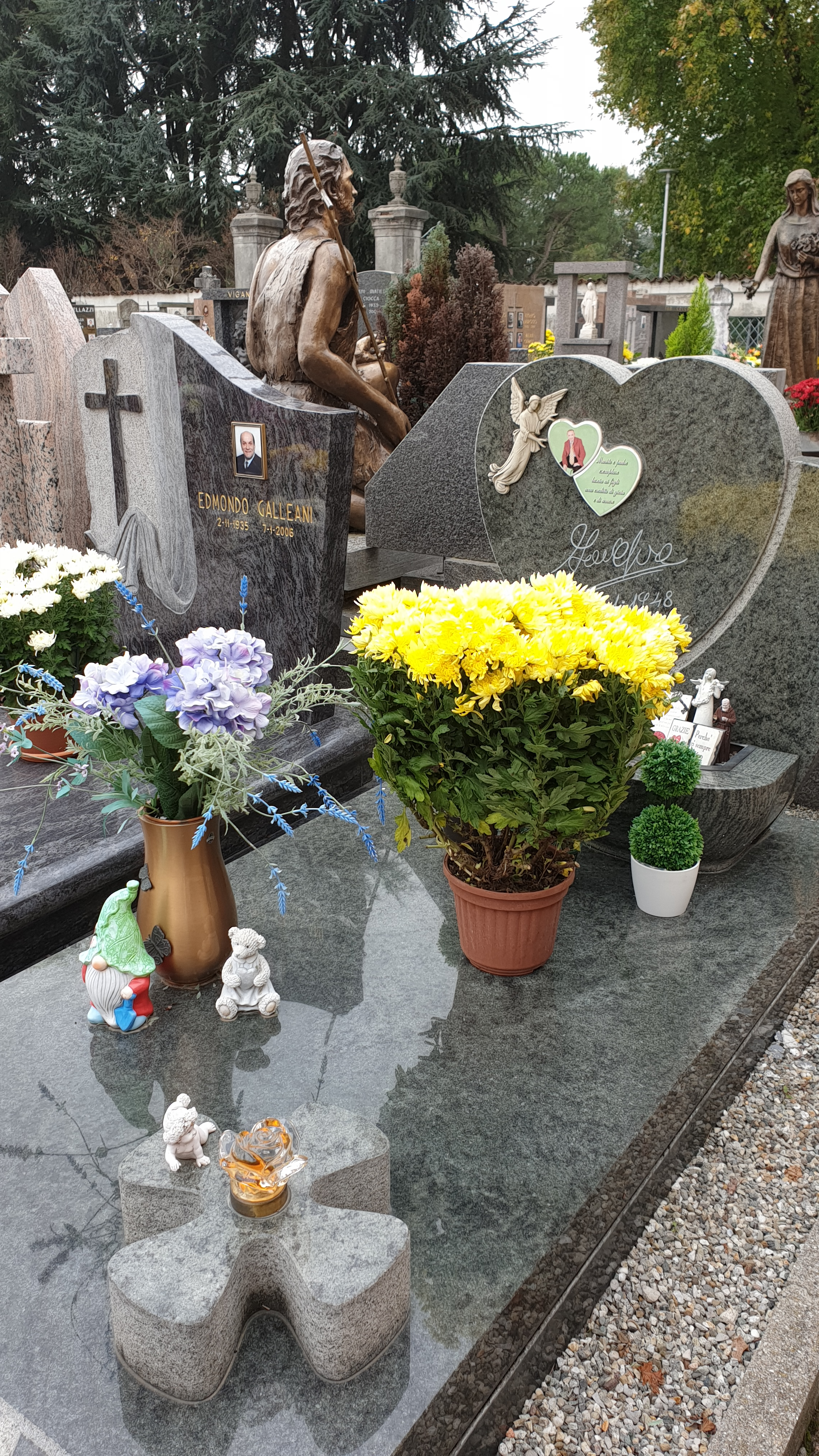
Tomba di Aldo Izzo (cimitero di Basiano)

Il 20 luglio 2006 è deceduto dopo una lunga malattia. È sepolto nel cimitero di Basiano.

## Filmografia
- L'immensità (La ragazza del Paip's), regia di Oscar De Fina (1967)
- Volere volare, regia di Maurizio Nichetti (1991)
- Piedipiatti, regia di Carlo Vanzina (1991)
- Stefano Quantestorie, regia di Maurizio Nichetti (1993)
- Ogni lasciato è perso, regia di Piero Chiambretti (2001)

## Televisione
- Di tasca nostra (Rai 2, 1979-1986)
- Prove tecniche in diretta (1990)
- Markette - Tutto fa brodo in TV (LA7, 2004-2008)
- Goodbye Cortina (Rai 3, 1991-1992)
- Pronto Chiambretti (LA7, 2003-2004)
- Telegiornale zero (Rai 3, 1992-1993)
- Festival di Sanremo 1997 (Rai 1, 1997)
- DopoFestival (Rai 1, 1997)

### Pubblicità
- Girella (Motta) (1989)
- Bic (1989-1993)
- Ford Ka (1999-2002)